# いいたて村の道の駅までい館
いいたて村の道の駅までい館（いいたてむらのみちのえきまでいかん）は、福島県相馬郡飯舘村にある主要地方道原町川俣線の道の駅である。
2016年（平成28年）1月に国土交通省が関係機関と連携して重点支援し地域活性化の拠点とする重点「道の駅」に選定されている。
生活必需品販売施設やコンビニエンスストアなどを備え、福島第一原子力発電所事故からの帰還困難区域を除く2017年（平成29年）3月末の避難指示解除後の住民の帰村時の日常生活を支える地域福祉の拠点として、また、村の基幹産業である農業の復興のため、「花」をキーワードに花卉栽培施設、花卉展示販売ホールを備え産業復興を図る拠点として整備されている。
なお「までい」とは、相馬地方の方言で、手間暇かけて、丁寧に、大切に、という意味である。

## 施設
- 駐車場
  - 普通車：49台
  - 大型車：7台
  - 身障者用駐車場：2台
  - 二輪車：10台
- 生活必需品販売施設
- 花卉展示販売ホール
- までいホール
- レストラン
- イベント広場
- 道路情報提供施設
- コンビニエンスストア「セブン-イレブン」（6:00 - 20:00）
- 花卉栽培施設

## アクセス
- 福島県道12号原町川俣線
- バス
  - 福島交通　南相馬～福島線（福島駅東口～原町駅前）・いいたて村までい館バス停
  - 東北アクセス　福島線（福島駅西口～原ノ町駅前）・いいたてむらまでい館バス停

## 周辺
- いいたてまでいな太陽光発電所